# Thirty-Three
Singles de The Smashing Pumpkins
Tonight, Tonight
(1996) The End Is the Beginning Is the End
(1997)
Thirty-Tree est une chanson du groupe de rock alternatif The Smashing Pumpkins parue en 1995 sur l'album Mellon Collie and the Infinite Sadness. Il s'agit du cinquième et dernier single extrait de cet album. Le titre s'est classé 39e au classement Billboard Hot 100.

## Liste des titres
Les titres sont composés par Billy Corgan excepté The Bells dont l'auteur est James Iha, et My Blue Heaven qui est la reprise d'un standard écrit dans les années 1920 par Walter Donaldson et George A. Whiting.
| No | Titre                    | Musique                             | Durée |
| -- | ------------------------ | ----------------------------------- | ----- |
| 1. | Thirty-Three             | Billy Corgan                        |       |
| 2. | The Last Song            | Billy Corgan                        |       |
| 3. | The Aeroplane Flies High | Billy Corgan                        |       |
| 4. | Transformer              | Billy Corgan                        |       |
| 5. | The Bells                | James Iha                           |       |
| 6. | My Blue Heaven           | Walter Donaldson, George A. Whiting |       |

## Classements hebdomadaires
| Classement (1996-1997)                    | Meilleure position |
| ----------------------------------------- | ------------------ |
| Australie (ARIA Charts)                   | 51                 |
| Canada (RPM Rock/Alternative)             | 2                  |
| Canada (RPM Top Singles)                  | 24                 |
| États-Unis (Alternative Songs)            | 2                  |
| États-Unis (Billboard Hot 100)            | 39                 |
| États-Unis (Mainstream Rock Tracks chart) | 18                 |
| Nouvelle-Zélande (RMNZ)                   | 7                  |
| Royaume-Uni (UK Singles Chart)            | 21                 |
| Royaume-Uni (UK Rock Chart)               | 1                  |